# 山形県中学校一覧
| 総数                      | 97校                   |
| 国立                      | 1校                    |
| 公立                      | 96校                   |
| 私立                      | 0校                    |
| 教育委員会所在地          | 〒990-8570             |
| 山形県山形市松波二丁目8-1 |                        |
| 公式サイト                | 山形県教育庁高校教育課 |

山形県中学校一覧（やまがたけんちゅうがっこういちらん）は、山形県の中学校および義務教育学校（後期課程）の一覧。

## 国立中学校
- 山形大学附属中学校

## 公立中学校・義務教育学校

### 山形市
- 山形市立第一中学校
- 山形市立第二中学校
- 山形市立第三中学校
- 山形市立第四中学校
- 山形市立第五中学校
- 山形市立第六中学校
- 山形市立第七中学校
- 山形市立第八中学校
- 山形市立第九中学校
- 山形市立第十中学校
- 山形市立金井中学校
- 山形市立高楯中学校
- 山形市立山寺中学校
- 山形市立蔵王第一中学校
- 山形市立蔵王第二中学校

### 米沢市
- 米沢市立第一中学校
- 米沢市立第二中学校
- 米沢市立第三中学校
- 米沢市立第四中学校
- 米沢市立第五中学校
- 米沢市立第六中学校
- 米沢市立第七中学校

### 鶴岡市

#### 県立
- 山形県立致道館中学校

#### 市立
- 鶴岡市立鶴岡第一中学校
- 鶴岡市立鶴岡第二中学校
- 鶴岡市立鶴岡第三中学校
- 鶴岡市立鶴岡第四中学校
- 鶴岡市立鶴岡第五中学校
- 鶴岡市立豊浦中学校
- 鶴岡市立藤島中学校
- 鶴岡市立羽黒中学校
- 鶴岡市立櫛引中学校
- 鶴岡市立朝日中学校
- 鶴岡市立温海中学校

### 酒田市
- 酒田市立第一中学校
- 酒田市立第二中学校
- 酒田市立第三中学校
- 酒田市立第四中学校
- 酒田市立第六中学校
- 酒田市立鳥海八幡中学校
- 酒田市立飛島中学校
- 酒田市立酒田東部中学校

### 新庄市
- 新庄市立新庄中学校
- 新庄市立日新中学校
- 新庄市立八向中学校
- 新庄市立萩野学園（義務教育学校）
- 新庄市立明倫学園（義務教育学校）

### 寒河江市
- 寒河江市立陵西中学校
- 寒河江市立陵東中学校
- 寒河江市立陵南中学校

### 上山市
- 上山市立南中学校
- 上山市立北中学校
- 上山市立宮川中学校

### 村山市
- 村山市立葉山中学校
- 村山市立楯岡中学校

### 長井市
- 長井市立長井北中学校
- 長井市立長井南中学校

### 天童市
- 天童市立第一中学校
- 天童市立第二中学校
- 天童市立第三中学校
- 天童市立第四中学校

### 東根市

#### 県立
- 山形県立東桜学館中学校

#### 市立
- 東根市立第一中学校
- 東根市立第二中学校
- 東根市立第三中学校
- 東根市立大富中学校
- 東根市立神町中学校

### 尾花沢市
- 尾花沢市立福原中学校
- 尾花沢市立尾花沢中学校

### 南陽市
- 南陽市立宮内中学校
- 南陽市立赤湯中学校
- 南陽市立沖郷中学校

### 東村山郡
- 山辺町立山辺中学校
- 中山町立中山中学校

### 西村山郡
- 河北町立河北中学校
- 西川町立西川中学校
- 朝日町立朝日中学校
- 大江町立大江中学校

### 北村山郡
- 大石田町立大石田中学校

### 最上郡
- 金山町立金山中学校
- 最上町立最上中学校
- 舟形町立舟形中学校
- 真室川町立真室川中学校
- 大蔵村立大蔵中学校
- 鮭川村立鮭川中学校
- 戸沢村立戸沢学園（義務教育学校）

### 東置賜郡
- 高畠町立高畠中学校
- 川西町立川西中学校

### 西置賜郡
- 小国町立小国中学校
- 小国町立叶水小中学校
- 白鷹町立白鷹中学校
- 飯豊町立飯豊中学校

### 東田川郡
- 三川町立三川中学校
- 庄内町立余目中学校
- 庄内町立立川中学校

### 飽海郡
- 遊佐町立遊佐中学校